# Préfecture d'arrondissements de Ben M'sick
La préfecture de Ben M'Sick est une des 8 préfectures d'arrondissement de Casablanca. Son gouverneur est Mohamed Nouchti.
Sa superficie est de 10,27 km² et sa population de 285 879 habitants (recensement 2004). Elle dispose de 2 arrondissements.
- L'arrondissement Ben M'Sick dont le Président d'Arrondissement est Mohamed Joudar (UC)[1].
- L'arrondissement Sbata dont le Président d'Arrondissement est Taoufik Kamil (RNI)[2].

## El Mustapha Elalami Anciens gouverneurs

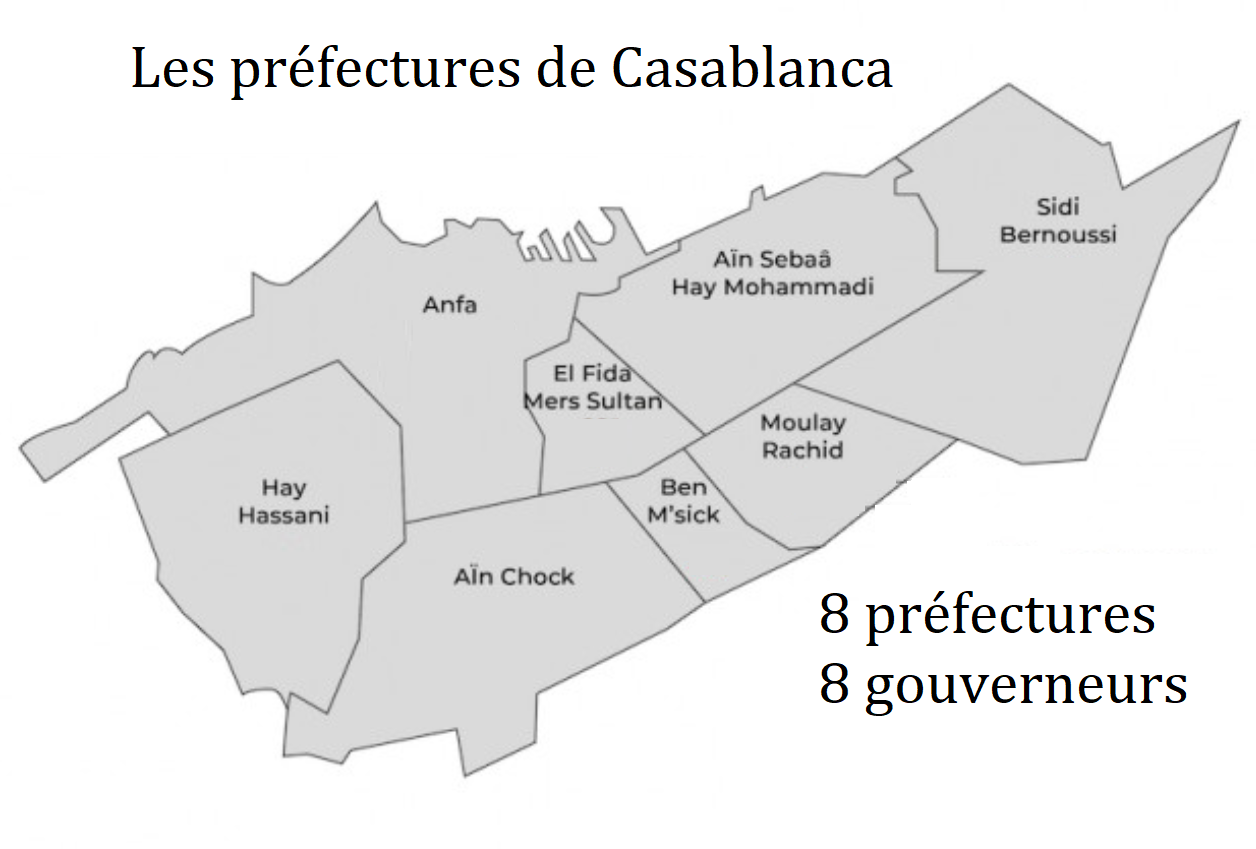
Carte des préfectures de Casablanca.

- Mohamed Fanid
- Najat Zarrouk
- Khlidi mastafaCarte des préfectures de Casablanca.